# MIT Engineers
MIT Engineers (español: Ingenieros del Instituto Tecnológico de Massachusetts) es la denominación que reciben los equipos deportivos del Instituto de Tecnología de Massachusetts, situado en Cambridge (Estados Unidos de América). Los Engineers compiten en la División III de la NCAA en todos los deportes excepto en remo femenino y waterpolo masculino, que lo hacen en la División I. 
Sus colores son el granate y el gris y su mascota es el castor, el "ingeniero de la naturaleza".